# (43511) Cima Ekar
(43511) Cima Ekar est un astéroïde de la ceinture principale.

## Description
(43511) Cima Ekar est un astéroïde de la ceinture principale. Il fut découvert le 11 février 2001 à Cima Ekar par le programme Asiago-DLR Asteroid Survey. Il présente une orbite caractérisée par un demi-grand axe de 3,15 UA, une excentricité de 0,09 et une inclinaison de 1,6° par rapport à l'écliptique.

## Compléments